# Oradour-Saint-Genest
Oradour-Saint-Genest är en kommun i departementet Haute-Vienne i regionen Nouvelle-Aquitaine i västra Frankrike. Kommunen ligger i kantonen Le Dorat som tillhör arrondissementet Bellac. År 2022 hade Oradour-Saint-Genest 354 invånare.

## Befolkningsutveckling
Antalet invånare i kommunen Oradour-Saint-Genest
| Referens: INSEE |